# Апелерн
Апелерн (нем. Apelern) — община в Германии, в земле Нижняя Саксония.
Входит в состав района Шаумбург. Подчиняется управлению Роденберг. Население составляет 2542 человека (на 31 декабря 2010 года). Занимает площадь 24,6 км².
Коммуна подразделяется на 6 сельских округов.
| Год  | Население |
| ---- | --------- |
| 1990 | 2357      |
| 1995 | 2526      |
| 2000 | 2652      |
| 2005 | 2744      |
| 2010 | 2587      |